# Танака Кацуо
Тана́ка Кацуо́ (яп. 田中勝雄, たなかかつお; 1898–1995) — японський спортсмен, бейсболіст, тренер.

## Життєпис
Народився в Осаці.
Навчався в Університеті Васеда. Був позиційним гравцем в університетській бейсбольній команді. Тричі здобував титул чемпіона-бетера Японії у професійному бейсболі. 1934 року став тренером Осацької бейсбольної команди, яку привів до перемоги у Міжміському бейсбольному турнірі Японії.